# Fojnica (Gacko, BiH)
Fojnica je naseljeno mjesto u općini Gacko, Republika Srpska, BiH.

## Stanovništvo

### 1991.
Nacionalni sastav stanovništva 1991. godine, bio je sljedeći:
ukupno: 139
- Srbi - 139 (100%)

### 2013.
Nacionalni sastav stanovništva 2013. godine, bio je sljedeći:
ukupno: 125
- Srbi - 125 (100%)

## Poznate osobe
- Bogoljub Bratić, novinar i društveno-politički radnik